# 113. Kongress der Vereinigten Staaten
Der 113. Kongress der Vereinigten Staaten  ist die Legislaturperiode von Repräsentantenhaus und Senat in den Vereinigten Staaten zwischen dem 3. Januar 2013 und dem 3. Januar 2015. Die Abgeordneten des Repräsentantenhauses sowie 33 Senatoren (33 Senatoren der Klasse I) wurden in den Kongresswahlen vom 6. November 2012 gewählt. Der Kongress tagte in der amerikanischen Bundeshauptstadt Washington, D.C.

## Senat
| Partei | Partei                 | Senatoren            |
| ------ | ---------------------- | -------------------- |
|        | Demokratische Partei   | 53 (+ 2 Unabhängige) |
|        | Republikanische Partei | 45                   |
| Summe  | Summe                  | 100                  |

## Repräsentantenhaus
Anmerkung: Bei der Konstituierung des Hauses am 3. Januar 2013 waren aufgrund von Rücktritten zwei Sitze vakant, einer für Illinois und einer für South Carolina.
| Partei | Partei                      | Abgeordnete | Stimmenanteil | Delegierte und Resident Commissioners |
| ------ | --------------------------- | ----------- | ------------- | ------------------------------------- |
|        | Demokratische Partei        | 201         | 46,2 %        | 6                                     |
|        | Republikanische Partei      | 234         | 53,8 %        | 0                                     |
|        | Unabhängige/Vakant/sonstige | 0           | 0,0 %         | 0                                     |
| Summe  | Summe                       | 435         |               | 6                                     |

## Amtsträger

### Senat
Verfassungsgemäß bekleidet der Vizepräsident der Vereinigten Staaten zeitgleich das Amt des Senatspräsidenten unabhängig davon, welche Partei im Senat die Mehrheit stellt. Der Präsident pro tempore wird auf der ersten Sitzung des Senats im Januar 2013 gewählt. Die Mehrheits- und Minderheitsführer werden dann von ihren jeweiligen Fraktionen gewählt.
| Amt | Amt                   | Name          | Partei               | Bundesstaat | Seit |
| --- | --------------------- | ------------- | -------------------- | ----------- | ---- |
|     | Präsident des Senats  | Joe Biden     | Demokratische Partei | Delaware    | 2009 |
|     | Präsident pro tempore | Patrick Leahy | Demokratische Partei | Vermont     | 2012 |

#### Führung der Mehrheitspartei
| Amt | Amt             | Name        | Bundesstaat | Seit                                 |
| --- | --------------- | ----------- | ----------- | ------------------------------------ |
|     | Mehrheitsführer | Harry Reid  | Nevada      | 2007 (Demokratenführer seit 2005)    |
|     | Mehrheitswhip   | Dick Durbin | Illinois    | 2007 (Whip der Demokraten seit 2005) |

#### Führung der Minderheitspartei
| Amt | Amt               | Name            | Bundesstaat | Seit |
| --- | ----------------- | --------------- | ----------- | ---- |
|     | Minderheitsführer | Mitch McConnell | Kentucky    | 2007 |
|     | Minderheitswhip   | John Cornyn     | Texas       | 2013 |

### Repräsentantenhaus
Der Sprecher des Repräsentantenhauses, d. h. der Vorsitzende, wird von der Mehrheitspartei gewählt und ist traditionell ein Mitglied ihrer Fraktion.
| Amt | Amt                               | Name         | Wahlkreis | Seit |
| --- | --------------------------------- | ------------ | --------- | ---- |
|     | Sprecher des Repräsentantenhauses | John Boehner | Ohio-8    | 2011 |

#### Führung der Mehrheitspartei
| Amt | Amt             | Name           | Wahlkreis      | Seit |
| --- | --------------- | -------------- | -------------- | ---- |
|     | Mehrheitsführer | Eric Cantor    | Virginia-7     | 2011 |
|     | Mehrheitswhip   | Kevin McCarthy | Kalifornien-22 | 2011 |

#### Führung der Minderheitspartei
| Amt | Amt               | Name         | Wahlkreis     | Seit |
| --- | ----------------- | ------------ | ------------- | ---- |
|     | Minderheitsführer | Nancy Pelosi | Kalifornien-8 | 2011 |
|     | Minderheitswhip   | Steny Hoyer  | Maryland-5    | 2011 |